# 小行星7967
小行星7967（7967 Beny）是一颗绕太阳运转的小行星，为主小行星带小行星。该小行星于1996年2月28日发现。

## 轨道参数
小行星7967的轨道半长轴为2.1992546 UA，离心率为0.186。